# Franca Bardelli
Franca Bardelli (Albizzate, 1959) è un'ex pallavolista e allenatrice di pallavolo italiana.
In carriera ha collezionato 93 presenze con la nazionale italiana di pallavolo femminile.
Sposata con Giuseppe Bosetti, ex CT della nazionale di pallavolo femminile, ha quattro figli, due delle quali (Lucia e Caterina) pallavoliste. 